# Laura Posthuma
Laura Posthuma (* 14. Februar 1980) ist eine ehemalige niederländische Ruderin, die 2003 Weltmeisterschaftszweite und 2005 Weltmeisterschaftsdritte war.
Die 1,83 m große Ruderin von der Amsterdamer Studentenvereinigung Nereus begann erst 1999 mit dem Rudersport auf Wettkampfebene. 2003 nahm sie zum ersten Mal an Weltmeisterschaften in der Erwachsenenklasse teil. Im Vierer ohne Steuerfrau gewann sie bei den Weltmeisterschaften in Mailand die Silbermedaille zusammen mit Sarah Siegelaar, Annemarieke van Rumpt und Helen Tanger. Die Niederländerinnen hatten im Ziel 1,34 Sekunden Rückstand auf das Boot aus den Vereinigten Staaten. 2004 trat Laura Posthuma im Ruder-Weltcup im Achter an und belegte in Luzern den zweiten Platz hinter dem US-Achter. Bei den Olympischen Spielen in Athen nahm Annemiek de Haan ihren Platz im Boot ein. 2005 kehrte Laura Posthuma in den Achter zurück. Bei den Weltmeisterschaften 2005 siegted die Australierinnen vor den Rumäninnen. 0,11 Sekunden hinter den Rumäninnen und 0,27 Sekunden vor dem US-Achter gewannen die Niederländerinnen Bronze in der Besetzung Femke Dekker, Nienke Dekkers, Nienke Hommes, Hurnet Dekkers, Annemarieke van Rumpt, Laura Posthuma, Annemiek de Haan, Helen Tanger und Steuerfrau Ester Workel. Bei den Weltmeisterschaften 2006 trat Laura Posthuma zusammen mit Nienke Kingma, Roline Repelaer van Driel und Femke Dekker im Vierer ohne Steuerfrau an und belegte den fünften Platz. In ihrem letzten internationalen Rennen belegte Posthuma 2007 den vierten Platz im Vierer beim Weltcup in Amsterdam.